# Broteochactas gollmeri
Broteochactas gollmeri (Karsch, 1879) es una especie de escorpión de la familia Chactidae. Esta es especie es endémica de Venezuela y es la única especie del género Broteochactas que hábita en la cordillera de la costa.

## Características

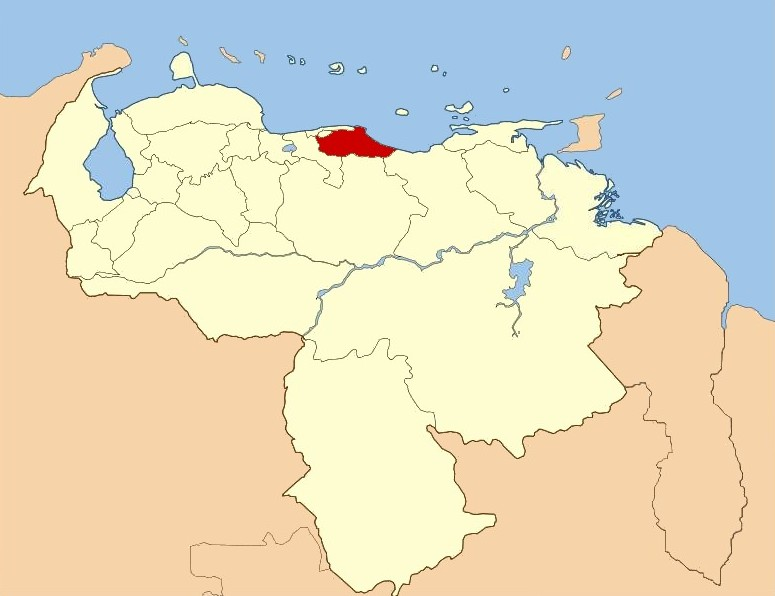
Distribución de Broteochactas gollmeri en Venezuela

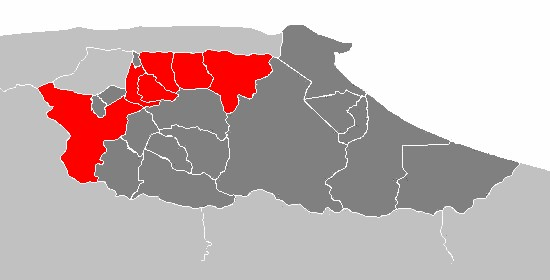
Distribución de Broteochactas gollmeri en el estado Miranda

La especie se caracteriza por su pequeño tamaño unos 24 mm los machos y unos 25 mm las hembras, el tegumento suele ser liso y brillante tanto en el caparazón como en las quelas presentando una muy escasa granulación escasa por lo general vetigial. Los tergitos del I al VI siempre lisos y brillantes en las hembra mientras que los machos presentan algunos granulos en el borde posterior. El segmento V en las hembras es de 3,83 mientras que en los machos mide unos 2,33 mm. En cuanto a los dientes pectíneos la hembras presentan 7-6 y los machos 7-7, el telson es aplanado mientras que el aculeo es corto y grueso. La coloración dorsal así como de los pedipalpos y patas ambulatorias es negro mientras que el lado ventral es pardo oscuro.

## Distribución
Broteochactas gollmeries una especie endémica de Venezuela y ampliamente reseñanada en la literatura como una especie que se localiza en el estado Miranda, en dicho estado se reseñado par alas localidades de Araira, Guatire, Baruta y El Hatillo.